# 유정 (사수왕)
사수왕 유정(泗水王 劉靖, ? ~ ?)은 중국 전한의 황족·제후왕이다.

## 행적
사수여왕 유준의 아들로, 아버지가 사수여왕 31년(기원전 11년)에 죽자 그 뒤를 이어 사수왕이 됐다.
사수왕 정 19년(9년), 전한이 왕망의 손에 망하면서 새로 들어선 신나라에서 사수공으로 강등되었고, 아우 유패는 후작 작위를 잃었으며, 이듬해에 공작위가 폐지돼 작위를 잃었다.